# 亚琛工业大学

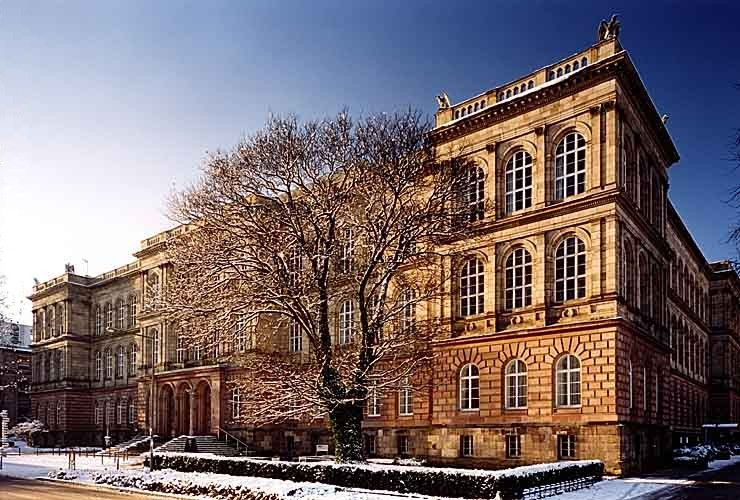
亚琛工业大學

亚琛莱茵-威斯特法伦工业大学（德語：Rheinisch-Westfälische Technische Hochschule Aachen，缩写为RWTH Aachen，發音：[ˌɛʁveːteːˌhaː ˈʔaːxn̩]），通称亚琛工业大学，坐落于德国北莱茵-威斯特法伦州的亚琛市，有超过45000名学生在157个不同专业注册（2017/2018冬季学期），是德国最大的理工大学，也是欧洲著名的顶尖理工大学。
亚琛工业大学于2007年德国第一轮第二批精英大学评选中成为德国9所精英大学之一，并在2012年第二轮评比中成功保持在11所精英大学之列。在2019年7月揭晓的第三轮卓越计划评选中，再次获得了“精英大学”的称号。
亚琛工业大学同时是TU9、IDEA联盟、TIME、UNITECH等一系列学术联合体以及ALMA Snowevent的成员。
大学位居2020THE世界大学排名第99位，2025QS世界大学排名第99位，2020U.S. News世界大学排名第179位，2019软科世界大学学术排名201-300间。

## 历史
亚琛工业大学成立于1870年，最初为了培养满足工业快速发展所需的工程师，作为北威州的技术学校（Polytechnische Schule）而诞生。1870年10月10日学校正式开课，当时仅有223名学生和32名教师。1900年，学校升格为大学，并且各个院系获得博士学位授予权，技术学校更名为北威州亚琛工业大学。两次世界大战期间学校均受到不同程度的影响，曾于1939年短暂关闭。在随后的几十年中，亚琛工大稳步发展，并陆续增加了哲学、医学、教育等科系，也不断吸引到更多的学生，1960年冬季学期在校注册学生数首次过万，2013年冬季学期在校注册学生数突破四万，其知名度在国内以及国际中都得到了显著提高。与此同时，亚琛工业大学目前在各类国际排名中均位于优秀高校之列。

## 机构设置
亚琛工业大学目前设置有9个学院（Fakultät）分别为：
1. 数学、计算机科学与自然科学学院
2. 建筑学院
3. 土木工程学院
4. 机械学院
5. 地理资源与材料科技学院
6. 电子技术与信息技术学院
7. 人文学院
8. 经济学院
9. 医学院

亚琛工业大学与德累斯顿工业大学以及慕尼黑工业大学是德国仅有的三所拥有医学院和附属校医院（Universitätsklinik）的理工科大学（TU）。
亚琛工业大学与众多科研机构，包括四所弗劳恩霍夫研究所以及一所莱布尼茨学会研究所保持合作关系。部分教授也供职于于利希研究中心（Forschungszentrum Jülich）。一些研究所与位于科隆的德国航空航天中心紧密合作。

## 校园
亚琛工业大學並沒有所謂的校園，依建築物分為几个主要的中心區。
中央校区在亚琛内城西北部，介於市中心與火車西站之間，包含了主楼、综合楼SuperC、主餐厅和大多数教学楼与管理部门等。同时也分部了許多学院及学院教席（Lehrstuhl），例如數學、經濟學、化学、哲學、地理、建筑、社会学、航太、材料学等。
Hörn校区主要包括計算機、歷史、政治学、土木等學系，并将持续扩建至2020年。Melaten校区主要包括物理和部分化学、电子工程等学系，以及为数众多的科研机构，同时还有紧邻校医院的医学院和最新的餐厅Vita，Melaten校区和Seffent地区是下一步扩建校区的主要位置，新建部分将包含实验室和研发中心以及为研究提供资金保障或者希望在研究中心附近落户的企业建筑。在城市南部Burtscheid地区还有心理学、晶体学、技术声学等机构。
同时亚琛工业大学在于利希（Jülich），埃森（Essen），小瓦尔瑟塔尔（Kleinwalsertal）等地均有駐點。另外學校在艾费尔（Eifel）山区拥有水上運動場所。

## 数据
以下数据来自亚琛工业大学2017年的官方统计：
2017/2018冬季学期，共有45377名学生，在亚琛工大的157个不同专业里进行了注册。
根据2016/2017冬季学期数据，65%的学生来自北莱茵-威斯特法伦州,18%来自德国其他联邦州，17%为留学生，总计7461人（来自126个国家，留学生人数排名前十的国家：中国、印度、土耳其、卢森堡、伊朗、保加利亚、比利时、俄罗斯、意大利、希腊）。大多数学生选择了工程学（58%）和自然科学（23%）作为注册专业，其中机械学院学生超过12500人，是注册学生最多的学院。女性学生比例大约为31.87%，在不同专业差别很大。
亚琛工业大学目前有540名任职教授（包括医学院），年度预算达9亿欧元（2016年），其中3.26亿欧元来自第三方机构和企业，是得到第三方资金最多的德国高校。
2019软科世界大学学术排名201-300间
2024THE世界大学排名第90位
2025QS世界大学排名第99位
2020U.S. News世界大学排名第179位

## 著名校友与讲师
- 菲利普·萊納德 - 1905年諾貝爾物理學奖得主
- 威廉·維恩 - 1911年諾貝爾物理學奖得主
- 約翰尼斯·斯塔克 - 1919年諾貝爾物理學奖得主
- 彼得·德拜 - 1936年諾貝爾化学奖得主
- 卡爾·齊格勒 - 1963年諾貝爾化学奖得主
- 托馬斯·聚德霍夫 - 2013年諾貝爾生理学或医学奖得主
- Otto Blumenthal - 數學家
- 漢斯·馮·曼戈爾特 - 數學家
- 胡戈·容克斯 - 工程师，发明家
- 阿诺·索末菲 - 著名理論物理学家
- 西奥多·冯·卡门 - 现代空气动力学之父
- 奥托·雷曼 - 物理学家，液晶之父
- Helmut Zahn - 高分子化学家，首次合成胰岛素而著名
- Bodo von Borries - 電子工程教授，電子顯微鏡發明者之一
- Jesco von Puttkamer - 航天技术专家
- Otto Intze - 水利與土木教授
- Friedrich Robert Helmert - 測地學家，数学家
- 阿爾諾德·蓋倫 - 社會學家
- Karlheinz Kaske - 西門子公司總裁（1982年－1991年）
- Mario Theissen - 宝马公司赛车部门主管
- Wendelin Wiedeking - 保时捷公司總裁（1993年 - 2009年）
- Franz-Josef Paefgen - 賓利汽車總裁，奥迪公司前總裁
- 優素福·哈比比 - 前印尼總統
- 内吉梅丁·埃尔巴坎 - 前土耳其總理
- 乌拉·施密特 - 德国政治家
- Ranga Yogeshwar - 電視節目主持人
- Hans Schlegel - 宇航员
- Inga Humpe - 流行歌手
- 路甬祥 - 前中华人民共和国全国人大常委会副委员长，前中国科学院院长
- 韦钰 - 前东南大学校长、中国教育部副部长；中国工程院院士
- 王大中 - 前中国清华大学校长；中国科学院院士
- 陈景秋 - 重庆大学教授，前重庆市政协副主席、中国民主促进会中央常委
- 杨天钧 - 前北京科技大学校长
- 徐金梧 - 前北京科技大学校长
- 吴敏生 - 前清华大学教授、福州大学校长
- 秦大鈞 - 前國立成功大學校長
- 馬遜 - 前華梵大學校長
- 賀陳弘 - 前國立清華大學校長
- 陈明飞 - 國立彰化師範大學校長
- 孙德和 - 冶金学专家；中国科学院院士
- 是勋刚 - 北京大学教授，流体力学家
- 李芾 - 西南交通大学教授
- 方维规 - 北京师范大学教授